# Powalice (powiat świdwiński)
Powalice (niem. Petershagen) – wieś w Polsce położona w województwie zachodniopomorskim, w powiecie świdwińskim, w gminie Sławoborze.
Przez wieś przepływa struga Czernica, a także uchodząca do niej Powalicka Struga.